# Калужский переулок (Санкт-Петербург)
Калу́жский переу́лок — переулок в Центральном районе Санкт-Петербурга. Проходит от Тверской улицы до Мариинского проезда.

## История
- Первоначально — Троицкая улица (1798—1822 годы). Начинался от Таврического переулка и заканчивался тупиком недалеко от Мариинского проезда.
- Участок от Шпалерной улицы до Тверской упразднён в 1810-е годы.
- Участок от Таврического переулка до Шпалерной улицы упразднён после 1821 года.
- С 1849 года — Глухой переулок. Название связано с тем, что переулок заканчивался тупиком.
- Современное название дано 14 июля 1859 года по городу Калуге в ряду улиц Рождественской части, наименованных по губернским городам Центральной России.
- В 1950-е годы продлён до Мариинского проезда.

## Объекты
- Дом 2 — генеральное консульство Чешской Республики в Санкт-Петербурге.